# Necat Ekinci
Necat Ekinci (* 20. Oktober 1999) ist ein türkischer Boxer, der sich im Weltergewicht aufgrund seiner IOK-Ranglistenplatzierung zur Teilnahme an den Olympischen Spielen 2020 in Tokio qualifizierte.

## Boxkarriere
Necat Ekinci begann im Alter von sieben Jahren mit dem Boxsport und wurde 2013 in die Nationalmannschaft einberufen.
Er wurde unter anderem 2014 und 2015 Türkischer Juniorenmeister, sowie 2016 Türkischer Jugendmeister. Seine größten internationalen Erfolge im Nachwuchsbereich waren der Gewinn der Goldmedaille im Federgewicht bei den Junioren-Europameisterschaften 2015, sowie der Gewinn einer Bronzemedaille im Leichtgewicht bei den Jugend-Weltmeisterschaften 2016. Darüber hinaus war er Teilnehmer der Schüler-Europameisterschaften 2013, der Junioren-Europameisterschaften 2014 und 2015, der Junioren-Weltmeisterschaften 2015, sowie der Jugend-Europameisterschaften 2017.
Bei den U22-Europameisterschaften 2018 schied er im Viertelfinale gegen Dsmitryj Assanau und bei den U22-Europameisterschaften 2019 im Achtelfinale gegen Harris Akbar aus.
2019 gewann er im Weltergewicht die Balkanmeisterschaften, schied jedoch bei den Europaspielen im Achtelfinale gegen Jewhen Barabanow und bei den Weltmeisterschaften ebenfalls im Achtelfinale gegen Roniel Iglesias aus.
Bei der europäischen Olympiaqualifikation im März 2020 in London, welche aufgrund der COVID-19-Pandemie unterbrochen und im Juni 2021 in Paris fortgesetzt wurde, besiegte er Gurgen Madoyan und Marcel Rumpler, schied im Viertelfinale gegen Andrei Samkowoi aus und verlor in den Box-offs auch gegen Aljaksandr Radsionau. Aufgrund seiner Ranglistenplatzierung erhielt er jedoch noch einen Startplatz für die 2021 in Tokio ausgetragenen Olympischen Spiele. Bei den Olympischen Spielen schied er in der Vorrunde mit 2:3 erneut gegen Aljaksandr Radsionau aus.
2022 war er jeweils Teilnehmer der Europameisterschaften (Viertelfinale) und der Mittelmeerspiele (Vorrunde).

### Auswahl int. Turnierergebnisse
- März 2021: 3. Platz Bosphorus Tournament in der Türkei[22]
- Januar 2020: 3. Platz Ahmet Cömert Tournament in der Türkei[23]
- September 2018: 1. Platz Ahmet Cömert Tournament in der Türkei[24]
- August 2017: 1. Platz Klichko Brothers Youth Tournament in der Ukraine[25]
- April 2017: 1. Platz Trophy of Podgorica Youth Tournament in Montenegro[26]
- März 2017: 2. Platz Dan Pozniak Youth Cup in Litauen[27]